# Reverzibilna reakcija
Reverzibilna reakcija je kemijska reakcija, v kateri reaktanti tvorijo produkte, ki med seboj reagirajo in tvorijo reaktante:
aA + bB {\displaystyle \rightleftharpoons } cC + dD
V gornji hipotetični reakciji reaktanta A in B reagirata in tvorita produkta C in D. V povratni reakciji med seboj reagirata C in D in tvorita A in B. Reverzibilna reakcije se po tem razlikuje od termodinamičnega reverzibilnega procesa.
Reverzibilnim reakcijam so podvržene šibke kisline in baze. Takšna je na primer ogljikova kislina:
H2CO3 (l) + H2O(l) ⇌ HCO3−(aq) + H3O+(aq)
Koncentracije reaktantov in produktov v ravnotežni zmesi se določijo z analizo koncentracije reagentov ali produktov (A in B ali C in D). Iz njih se izračuna konstanto ravnotežja K. Velikost konstante je odvisna od spremembe Gibbsove proste energije v reakciji (pri konstantnem tlaku). Če je sprememba proste energije velika (večja od okoli 30 kJ mol−1), je konstanta ravnotežja velika (log K > 3), koncentracija reaktantov v ravnotežju pa zelo majhna. Takšne reakcije se včasih štejejo za nepovratne, čeprav so v reakcijskem sistemu še vedno prisotne neznatne količine reaktantov. Za prave nepovratne reakcije velja, da se vsi reaktanti pretvorijo v produkte. Takšne so na primer reakcije,  v katerih vsaj eden od produktov zapusti reakcijski sistem, na primer plinasti ogljikov dioksid:
CaCO3 + 2HCl → CaCl2 + H2O + CO2↑

## Zgodovina
Pojem reverzibilne reakcije je uvedel Claude Louis Berthollet leta 1803, ko je na robu slanega jezera v Egiptu opazil, da se kuhinjska sol na apnenčasti obali pretvarja v natrijev karbonat:
2NaCl + CaCO3 → Na2CO3 + CaCl2
V procesu je prepoznal reakcijo, ki je bila obratna že znani sorodni reakciji
Na2CO3 + CaCl2→ 2NaCl + CaCO3
Do takrat so vse kemijske reakcije šteli za enosmerne. Berthollet je prepoznal, da prebitek soli v jezeru požene obratno reakcijo, v kateri se tvori natrijev karbonat.
Leta 1864 sta Peter Waage in Cato Maximilian Guldberg izoblikovala svoj zakon o delovanju mas, ki je kvantifciral  Bertholletovo odkritje. V obdobju 1884-1888 sta Henry Louis Le Chatelier in Karl Ferdinand Braun izoblikovala Le Chatelierovo načelo, ki je idejo razširilo s koncentracije na vse dejavnike, ki  vplivajo na  položaj kemijskega ravnotežja. 